# Belon’i Tsiribihina
Belon’i Tsiribihina (zwane także Belo sur Tsiribihina lub Belo Tsiribihina) – miasto w zachodniej części Madagaskaru, w prowincji Toliara. Znajduje się w pobliżu ujścia rzeki Tsiribihina do Kanału Mozambickiego. W 2005 roku liczyło 21 929 mieszkańców.
W Belon’i Tsiribihina znajdują się szkoła podstawowa, szkoła średnia i szpital. W pobliżu miasta położone jest lokalne lotnisko.
80% ludności znajduje zatrudnienie w rolnictwie (w tym 20% utrzymuje się z hodowli zwierząt). Głównie uprawia się ryż, fasolę i groch. W usługach pracuje 10% populacji, tyle samo w rybołówstwie.